# Władysław Szameyt
Władysław Szameyt,  Schameyt, Shameyt, Szameita, Szamejta (ur. ?, zm. styczeń 1890 w  Przybyszówce) – polski oficer, major, jeden z dowódców oddziałów  powstania styczniowego, oficer kawalerii austriackiej.
Wstąpił do wojska austriackiego, gdzie został jednym z dowódców oddziału kawalerii. W powstaniu styczniowym,  w jesieni 1863 utworzył oddział powstańczy i po bitwach  awansowany na stopień majora.
Zmarł w Przybyszówce (Rzeszów) w 1890 roku.